# 少年愛的美學
《少年愛的美學》（日语：少年愛の美学），是一本由日本正太作家創作的18禁雜誌（雙月刊），同時是一本為描繪文學提供園地的出版刊物，描繪內容為一些未達青春期男童之間的性愛狀況，由松文館發行於2003年6月至2008年11月，共19期。該雜誌亦訴諸大量的戀物及越軌，包括（但不限於）女裝癖、獸人正太、黃金水，以及有血緣的親兄弟間之情愫。此外，該雜誌不描繪任何女性。
與一般人想像的不同，該雜誌以男性為目標讀者，而不是女性。

## 作家
《少年愛的美學》有投稿供其發行的主要長駐作家。有異於其他雜誌，本雜誌沒有連載作品，每期每篇都是獨立故事。但這不表示作家不會重復使用某些構思，例如三井純總是畫一個黑髮棕皮膚的「小攻」加一個金髮瘦瘦的「小受」。
值得注意的投稿人包括：

## 一覽
| #  | 特集               | 日文漢字 | 出版日期       |
| -- | ------------------ | -------- | -------------- |
| 1  | 女裝少年           |          | 2003年6月15日  |
| 2  | 頑皮少年           |          | 2003年8月15日  |
| 3  | 愛哭少年           |          | 2003年10月15日 |
| 4  | 撒嬌少年           |          | 2003年12月15日 |
| 5  | 人生的初次『清槍』 |          | 2004年2月15日  |
| 6  | 制服少年           |          | 2004年4月15日  |
| 7  | 淘氣小孩           |          | 2004年6月15日  |
| 8  | 我們的暑假         |          | 2004年8月15日  |
| 9  | 我們的運動會       |          | 2004年10月15日 |
| 10 | 早起時的『立正』   |          | 2004年12月15日 |
| 11 | 眼鏡               |          | 2005年2月25日  |
| 12 | 弟                 |          | 2005年4月25日  |
| 13 | 尿床少年           |          | 2005年6月25日  |
| 14 | 『比大小』         |          | 2005年8月25日  |
| 15 | 女裝少年~ 內衣編 ~ |          | 2005年10月25日 |
| 16 | 我們的遠足         |          | 2005年12月25日 |
| 17 | 淘氣少年           |          | 2006年2月25日  |
| 18 | EX女裝少年         |          | 2008年5月27日  |
| 19 | EX2包莖            |          | 2008年11月27日 |

## 外部連結
- Issue Website （页面存档备份，存于）